# The Royal Academies for Science and the Arts of Belgium
L’asbl The Royal Academies for Science and the Arts of Belgium a été fondée en 2001 par l’Académie royale des sciences, des lettres et des beaux-arts de Belgique (ARB) et la Koninklijke Vlaamse Academie van België voor Wetenschappen en Kunsten (KVAB).
Le RASAB est situé dans les anciennes écuries du palais des Académies à Bruxelles. 
Le RASAB est responsable de la coordination des activités des deux académies au niveau national et international, comme les Comités scientifiques nationaux et la représentation de la Belgique dans des fédérations d'académies.

## Histoire

### Académies

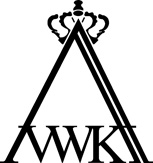
Koninklijke Vlaamse Academie van België voor Wetenschappen en Kunsten

Les Académies royales ont été fondées au XVIIIe par l'impératrice Marie-Thérèse dans le but de promouvoir la science et l’art en Belgique. À cette fin, les Académies organisent des activités scientifiques et culturelles, elles tentent de créer une coopération interuniversitaire en Belgique, elles assurent la représentation belge dans les organisations internationales, elles poussent les chercheurs à formuler des recommandations au gouvernement, à l'industrie, aux institutions de recherche et d'éducation et elles donnent des prix aux artistes et aux chercheurs talentueux.

### RASAB

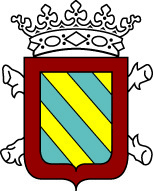
Académie royale des Sciences, des Lettres et des Beaux-Arts de Belgique

Le RASAB été créée en 2001 pour coordonner les activités nationales et internationales incombant conjointement à l’Académie royale des Sciences, des Lettres et des Beaux-Arts de Belgique (ARB) et à la Koninklijke Vlaamse Academie van België voor Wetenschappen en Kunsten (KVAB).

## Mission et objectifs
Le RASAB a différentes responsabilités et tâches: 
- la coordination et, si nécessaire, la création d’organes de concertation nationaux,
- le paiement des cotisations aux organisations internationales auxquelles les Académies adhérent
- le règlement des frais de missions des représentants belges aux Assemblées générales de ces organisations et aux autres réunions où leur présence est nécessaire parce que la Belgique est un membre de ces organisations.
- la représentation de la Belgique dans les organisations internationales scientifiques, artistiques ou culturelles et auxquelles la Belgique est affiliée et qui n’accepte qu’un représentant par pays
- le financement des institutions sous leur contrôle.
- l’exécution des missions incombant conjointement aux deux Académies.

On retrouve les statuts de RASAB dans le Moniteur belge le 19 avril 2001. 
RASAB est situé dans la Rue Ducale, dans les anciennes écuries du palais des Académies, situés à côté du palais et du Parc Royal, à Bruxelles. 

## Comités scientifiques nationaux
Les Comités nationaux ont comme responsabilité de la promotion et la coordination, au nom de la Belgique, de l'étude des différentes disciplines scientifiques qui sont de leurs responsabilités, principalement au point de vue international. Au total, il existe 24 Comités. Les membres de ces comités sont en général des professeurs, des médecins et des gens qui travaillent dans des domaines scientifiques spécifiques.  
La condition pour constituer un comité national c’est l’existence d’une Union scientifique international affiliée à l’ICSU ou un organe scientifique de cette organisation dans la même discipline scientifique. 
Le RASAB est responsable du financement des Comités Nationaux, tant pour les activités quotidiennes et l’organisation des évènements scientifiques par les Comités dans le Palais des Académies. 

## Relations Internationales

### ALLEA
ALL European Academies est la Fédération européenne des Académies nationales des sciences et des sciences humaines. 
Aujourd’hui, elle compte 53 Académies membres provenant de 40 pays européens.
Les Académies membres d'ALLEA sont des collectivités autonomes de scientifiques et de chercheurs. Elles agissent en tant que sociétés savantes, groupes de réflexion, et organisations de recherche scientifique.
Les responsabilités et les tâches de ALLEA sont : 
- de favoriser l'échange d'informations et d'expériences entre les différentes Académies ;
- d'offrir la science et des conseils à la société européenne ;
- de viser l'excellence dans la science et l'érudition, de hauts standards éthiques dans la conduite de la recherche, ainsi que son indépendance par rapport au monde politique, aux intérêts commerciaux et idéologiques.

### EASAC
The European Academies Science Advisory Council (EASAC) est formé par les Académies nationales des Sciences des États membres de l'Union Européenne.
Le but de l’EASAC est de permettre à ces Académies de collaborer les unes avec les autres afin de fournir des conseils aux décideurs politiques européens. 
L'EASAC leur donne ainsi l’opportunité et la chance de se faire entendre de manière collective.
De cette façon, l'EASAC remplit la vision des académies que la science est au cœur de nombreux aspects de la vie moderne et que la reconnaissance de la dimension scientifique est une condition préalable à des décisions politiques sensibles. Cette vision est la base du travail de nombreuses Académies Nationales. Étant donné le rôle croissant de l’Union Européenne dans le monde politique, les Académies Nationales reconnaissent que la portée de leurs conseils devrait dépasser leurs frontières nationales et que le niveau européen ne doit pas être perdu de vue. 
Depuis avril 2010, l'office de liaison du RASAB est le contact officiel de l'EASAC à Bruxelles. Il existe une coopération très forte entre le RASAB et le secrétariat et conseil de EASAC. 

#### RASAB's liaison Office
Un grand avantage des Académies belges est qu’elles sont situées au cœur de Bruxelles, à quelques minutes des institutions européennes. Dans ce contexte, un bureau de liaison a été mis en place au sein du RASAB dans le but d’assurer que l'avis des Académies belges et européennes soit entendu par les instances européenne.
L’Office de liaison a différentes responsabilités et tâches:
- collecter des informations sur les nouvelles politiques de l'UE qui peuvent bénéficier d'une orientation scientifique et technique indépendante
- accroître la visibilité des académies belge et le cadre européen et mondial comme une source indépendante, les pairs informations scientifiques soumises à de haute qualité pour élaborer des politiques
- Créer un contact plus régulier avec les figures clés de la Commission, du Parlement et du Conseil, qui sont intéressés par la science et la technologie comme une entrée dans la politique
- Organiser des réunions les représentants des Académies avec des personnalités importantes des institutions européennes

### IAP
InterAcademy Panel est un réseau mondial composé d'Académies nationales des Sciences C’était créé en 1993.
Sa mission est d'aider ses Académies membres à travailler ensemble pour conseiller les citoyens et les gouvernements de leurs pays sur les aspects scientifiques des enjeux mondiaux.
L'IAP s'intéresse également et particulièrement  à l'aide et l'assistance qu'elle peut apporter aux petites et nouvelles académies pour que celle-ci atteignent ces objectifs. À travers les liens de communication et les réseaux créés par les activités de l'IAP, toutes les académies sont en mesure d'étendre leur influence et d'apporter leurs conseils et leurs avertissements parmi les citoyens et auprès des décideurs politiques de leurs pays.

### IHR Network
The International Human Rights Network of Academies and Scholarly Societies aide des scientifiques, chercheurs, ingénieurs et professionnels de la santé qui sont soumis, à travers le monde, à une sévère répression uniquement pour avoir exercé leurs droits de manière non-violente comme promulgué par la Déclaration universelle des droits de l'homme. 
Il promeut également la sensibilisation aux droits de l'homme et un engagement institutionnel dans ce domaine de la part des académies nationales et des sociétés savantes du monde entier.

### UAI
L’Union académique internationale est une organisation rassemblant des académies nationales issues de plus de 60 pays, ainsi que plusieurs académies internationales. La langue véhiculaire officielle de l’Union est le français bien que l’anglais soit largement utilisé.
L’UAI s’emploie à encourager la promotion du savoir, le développement d’échanges scientifiques ainsi que les initiatives de ses académies. Par l’accroissement du nombre de projets, par sa volonté d’accueillir davantage d’académies membres, l’Union académique internationale entend représenter le principe d’excellence qui l’anime.

### Liens
- Notices d'autorité :   - VIAF
  - ISNI
  - BnF (données)
  - IdRef
  - LCCN
  - Israël
  - WorldCat
- The Royal Academies for Science and the Arts of Belgium (RASAB)
- L'Académie royale des Sciences, des Lettres et des Beaux-Arts de Belgique (ARB)
- Koninklijke Vlaamse Academie van België voor Wetenschappen en Kunsten(KVAB)